# Buckminster Fuller
Richard Buckminster „Bucky” Fuller (ur. 12 lipca 1895 w Milton, w stanie Massachusetts, zm. 1 lipca 1983) – amerykański konstruktor, architekt, kartograf i filozof.

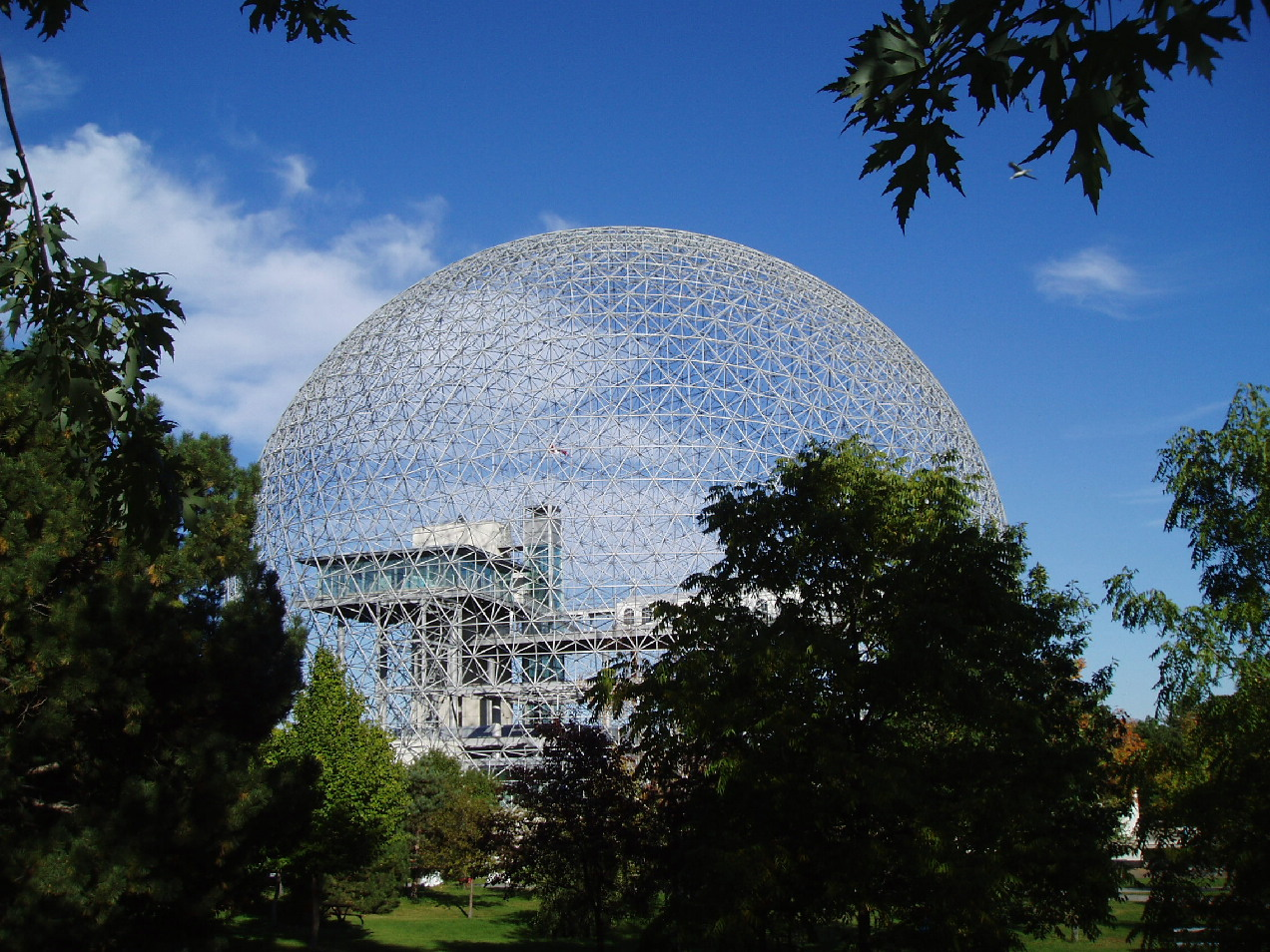
Montreal Biosphère na Île Sainte-Hélène (Montreal), zaprojektowane przez Buckminstera Fullera

Był przedstawicielem szeroko pojętego konstruktywizmu i pionierem architektury hi-tech. Wsławił się skonstruowaniem 'kopuły geodezyjnej', budynku, którego półsferyczny szkielet wypełniony wielokątami nadawał zaskakujące rezultaty pod względem wytrzymałości, stabilności i łatwości wybudowania w połączeniu z niskimi kosztami. Pierwszy użył nazwy kopuła geodezyjna. Było to możliwe dzięki przybliżeniu powierzchni kuli za pomocą ażurowych pięciokątów i sześciokątów podzielonych na trójkąty. W tym tkwiła tajemnica sukcesu, czyli uzyskania bardzo dużej wytrzymałości w stosunku do masy konstrukcji. Trójkąt jest bowiem jedynym sztywnym wielokątem.  Konstrukcje Richarda Buckminstera Fullera stanowiły też inspirację dla powszechnie używanego dziś modelu piłki nożnej złożonego z pięcio- i sześciokątnych łat (model ten wyprodukowany po raz pierwszy w roku 1950 przez Adidasa nazywa się często buckminsterowskim).
W latach 30. XX w. zajmował się pracami nad konstrukcją Dymaxion Car o ciekawej kroplowej sylwetce.
Wspólnie z Kennethem Snelsonem wynalazł tensegrity – konstrukcyje całkowicie przeszklone, w których następuje wzajemna stabilizacja elementów rozciąganych i ściskanych (konstrukcje cięgnowo-prętowe).
Fuller był jednym z ostatnich nowoczesnych reprezentantów XIX-wiecznego romantycznego modelu inżyniera-wynalazcy, autorem kilkudziesięciu patentów (25), entuzjastą holizmu. W pewnym okresie życia jego pasją były domy mieszkalne konstruowane z użyciem idealnych modeli matematycznych. W poglądach społecznych również był miłośnikiem utopijnych wzorców.
Był autorem 48 książek.
Wiele razy uhonorowany doktoratami honoris causa różnych uczelni. Na jego cześć odkrywcy nowej odmiany alotropowej węgla nadali tego typu cząsteczkom nazwę fulerenów, a pierwsza taka odkryta (C60) została tak nazwana ze względu na podobieństwo do kopuły geodezyjnej.